# Decembrie 1984
Acest articol este generat integral pe baza informațiilor din articolul 1984 și este actualizat periodic de un robot.
 Editările făcute în articol vor fi șterse la următoarea actualizare! Dacă doriți să faceți modificări, editați articolul-sursă.

ianuarie -
februarie -
martie -
aprilie -
mai -
iunie -
iulie -
august -
septembrie -
octombrie -
noiembrie -
decembrie
Decembrie 1984 a fost a douăsprezecea lună a anului și a început într-o zi de sâmbătă.

## Evenimente
- 10 decembrie: Plenara CC al PCR la care Nicolae Ceaușescu este ales prim-secretar al UTC.
- 19 decembrie: Marea Britanie și China semnează un acord potrivit căruia Hong Kong trece, începând cu 1 iulie 1997, sub suveranitate chineză, punându–se capăt, după 155 de ani, dominației britanice.
- 31 decembrie: Rajiv Gandhi devine prim-ministru al Indiei.

## Nașteri
- 2 decembrie: Cosmin-Marian Poteraș, politician
- 3 decembrie: Cosmin Moți (Cosmin Iosif Moți), fotbalist român
- 3 decembrie: Avraam Papadopoulos, fotbalist grec
- 4 decembrie: Ferdinando Sforzini, fotbalist italian (atacant)
- 7 decembrie: Robert Kubica, pilot polonez de Formula 1
- 8 decembrie: Badr Hari, kickboxer neerlandezo-marocan
- 10 decembrie: Edina Gallovits-Hall, jucătoare română de tenis
- 10 decembrie: Florin Surugiu, rugbist român
- 11 decembrie: Leighton John Baines, fotbalist britanic
- 11 decembrie: Cristina Mădălina Prună, politiciană română
- 12 decembrie: Daniel Agger (Daniel Munthe Agger), fotbalist danez
- 13 decembrie: Monica Andrei, cântăreață română
- 13 decembrie: Santi Cazorla (Santiago Cazorla González), fotbalist spaniol
- 14 decembrie: Ovidiu Marius Mihalache, fotbalist român
- 15 decembrie: Eugen Sturza, politician din R. Moldova
- 15 decembrie: Martin Škrtel, fotbalist slovac
- 17 decembrie: Asuka Fukuda, cântăreață japoneză
- 18 decembrie: Igor Bour, halterofil din R. Moldova
- 18 decembrie: Victor Ciobanu, politician din R. Moldova
- 18 decembrie: Marius Ionescu, atlet român
- 18 decembrie: Modou Sougou (Pape Amodou Sougou), fotbalist senegalez
- 21 decembrie: Thiago Alberto Constância, fotbalist brazilian (atacant)
- 21 decembrie: Thiago Constância, fotbalist brazilian
- 22 decembrie: Basshunter (n. Jonas Erik Altberg), cântăreț, producător muzical și DJ suedez
- 24 decembrie: Cosmin Vancea, fotbalist român (atacant)
- 24 decembrie: Aurelia Borzin, poetă moldoveană
- 25 decembrie: Miloš Ninković, fotbalist sârb
- 26 decembrie: Alex Schwazer, atlet italian
- 27 decembrie: Edit Maria Fazakas, pianistă română
- 27 decembrie: Gilles Simon, jucător de tenis francez
- 29 decembrie: Sean Stone, actor american
- 30 decembrie: Alina Grigore, actriță română
- 30 decembrie: LeBron James, jucător american de baschet
- 31 decembrie: Alejandra Lazcano, actriță mexicană

## Decese
Ștefan Voitec, 84 ani, comunist român (n. 1900)
Gray Barker, 59 ani, scriitor american (n. 1925)
Adalbert Steiner, 87 ani, fotbalist român (n. 1907)
Vicente Aleixandre (Vicente Pío Marcelino Cirilo Aleixandre y Merlo), 86 ani, poet spaniol, laureat al Premiului Nobel (1977), (n. 1898)
Rowland Winn, 68 ani, al 4-lea Baron St Oswald, politician britanic (n. 1916)
George Marcu, muzician român (n. 1913)
Victor Predescu, compozitor român (n. 1912)
Isaac Kikoin, 76 ani, fizician rus (n. 1908)